# Manfred Bock
Manfred Bock (Hamburgo, República Federal Alemana, 28 de mayo de 1941-31 de octubre de 2010) fue un atleta alemán especializado en la prueba de decatlón, en la que consiguió ser medallista de bronce europeo en 1962.

## Carrera deportiva
En el Campeonato Europeo de Atletismo de 1962 ganó la medalla de bronce en la competición de decatlón, con un total de 7835 puntos, siendo superado por el soviético Vasili Kuznetsov y el alemán Werner von Moltke (plata con 8022 puntos). Participó en  los Juegos Olímpicos de Roma 1960, clasificándose en el 10º puesto.